# Arya Rahulata
Ārya Rāhulata, connu aussi sous le nom de Rāhulabhadra,  est considéré par la tradition du bouddhisme zen comme son seizième patriarche. Il fut l'élève de Āryadeva.